# 91907 Shiho
91907 Shiho este un asteroid din centura principală de asteroizi.

## Descriere
91907 Shiho este un asteroid din centura principală de asteroizi. A fost descoperit pe 13 noiembrie 1999 la Kuma Kogen de Akimasa Nakamura. Asteroidul prezintă o orbită caracterizată de o semiaxă mare de 3,07 ua, o excentricitate de 0,23 și o înclinație de 12,8° în raport cu ecliptica.